# Leucopogon setiger
Leucopogon setiger är en ljungväxtart som beskrevs av Robert Brown. Leucopogon setiger ingår i släktet Leucopogon och familjen ljungväxter. Inga underarter finns listade i Catalogue of Life.

## Bildgalleri

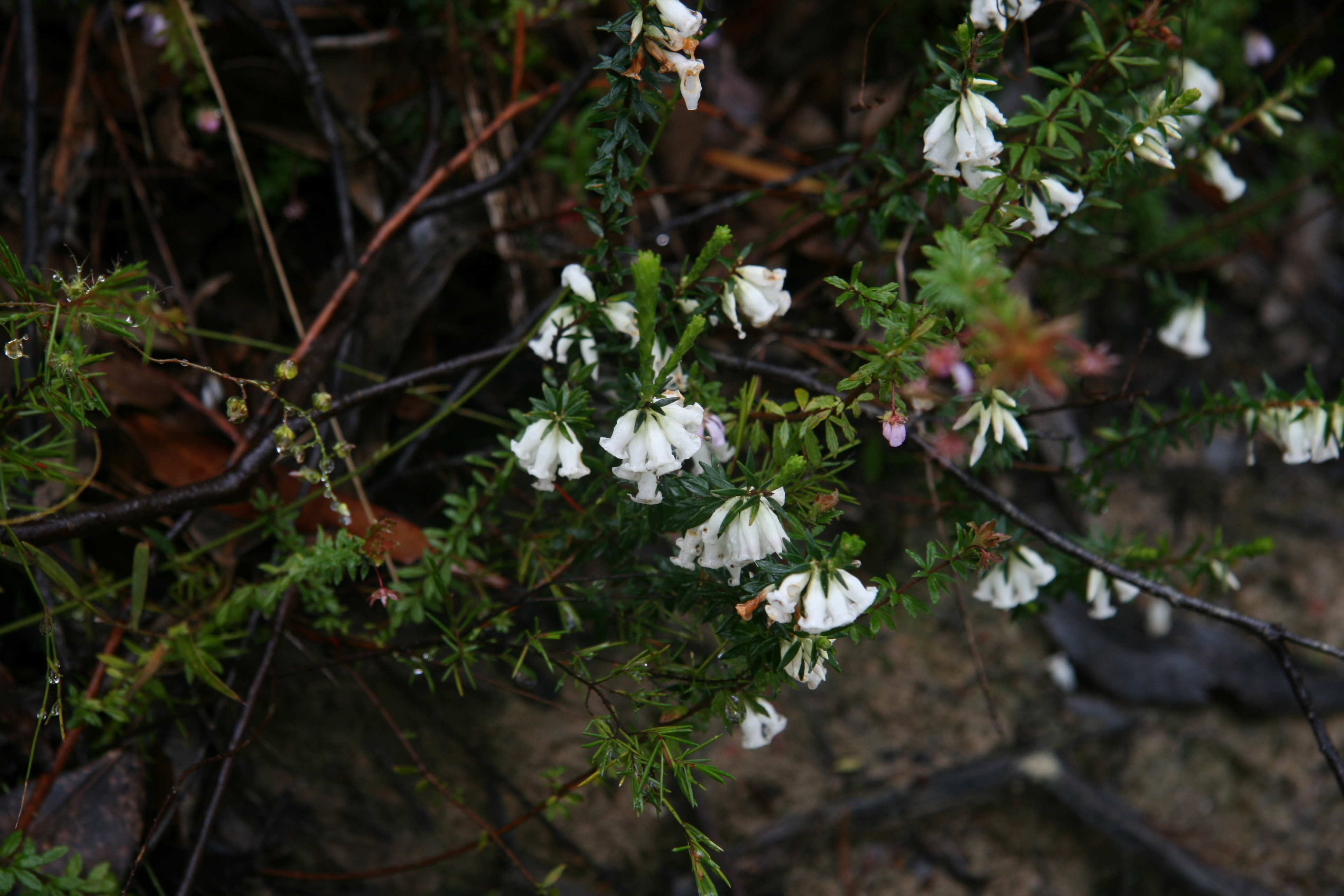
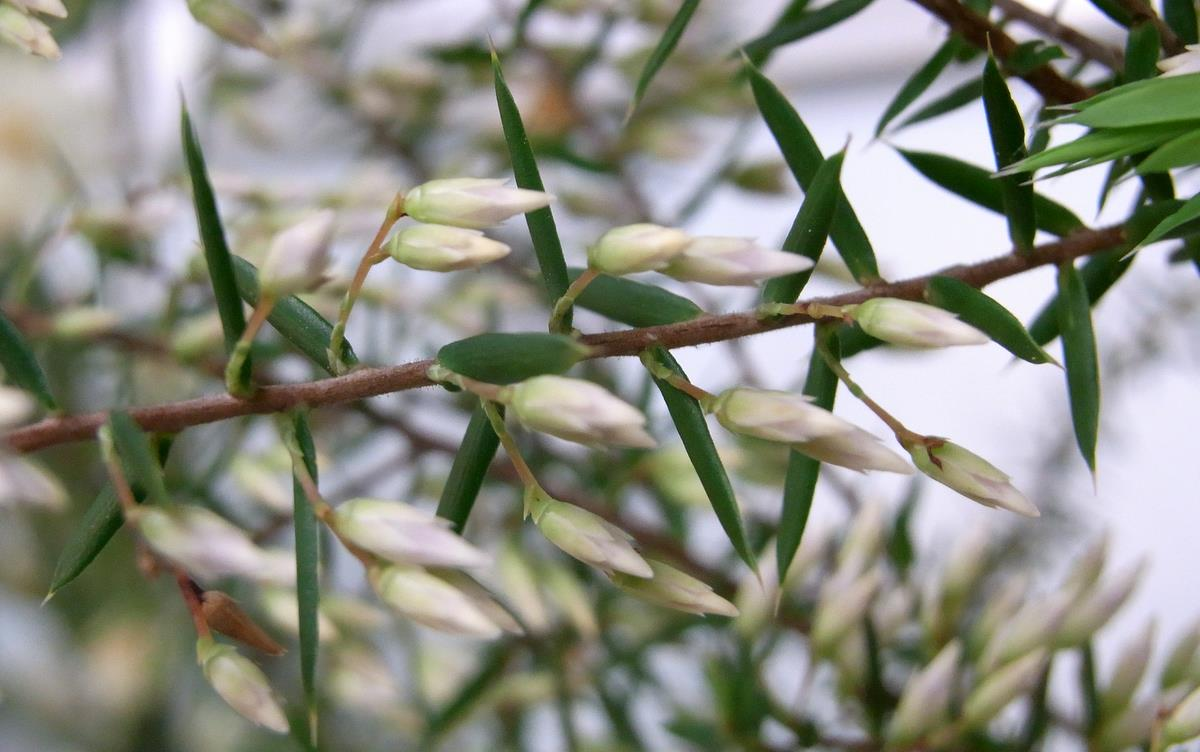